# Lista de turnês de Sandy

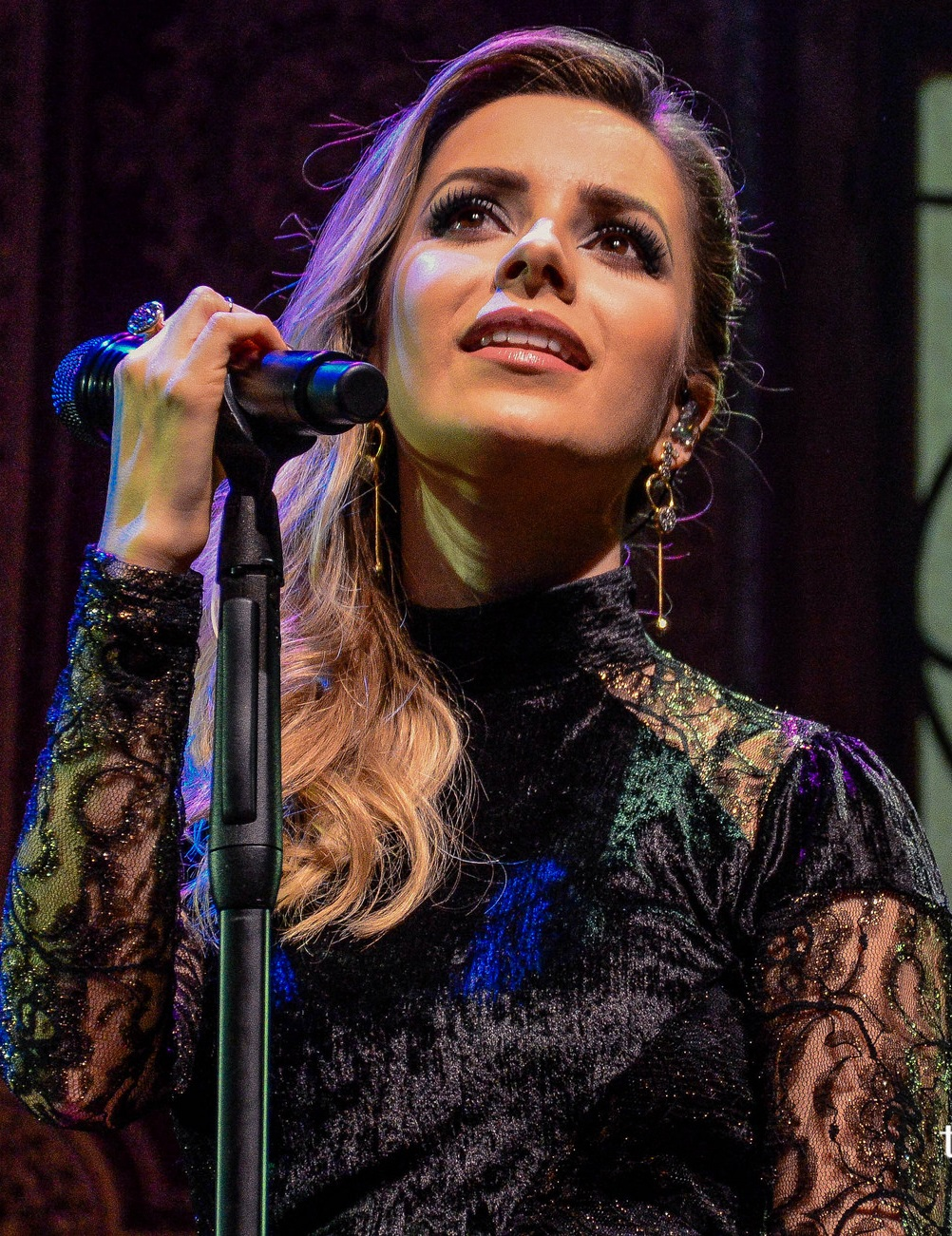
Sandy se apresentando com a turnê Meu Canto em São Paulo, junho de 2017

A cantora e compositora brasileira Sandy realizou sete turnês. Em 2007, antes do fim da dupla Sandy & Junior, ela se apresentou em algumas cidades com uma turnê solo, onde interpretou canções de jazz e bossa nova. Após lançar seu primeiro álbum de estúdio solo, Manuscrito (2010), ela iniciou a turnê Manuscrito em novembro de 2010; com 24 datas, ela se encerrou em dezembro de 2012. A turnê deu origem a seu primeiro registro ao vivo, Manuscrito Ao Vivo (2011). Como parte do projeto Circuito Cultural Banco do Brasil, ela fez um show baseado no repertório do cantor norte-americano Michael Jackson intitulado Sandy Canta Michael Jackson (2011-2012); o show recebeu críticas positivas de publicações como a Folha de S.Paulo e O Estado de S. Paulo. Seu segundo álbum de estúdio, Sim (2013), deu origem a uma turnê homônima, que se encerrou quando Sandy estava grávida de oito meses de seu primeiro filho, em maio de 2014. Após ser convidada a integrar o elenco do programa da Rede Globo Superstar, Sandy sentiu vontade de voltar aos palcos após sua licença-maternidade, e então fez uma pequena turnê entre outubro e dezembro de 2015, intitulada Teaser. Duas datas da turnê Teaser foram destinadas à gravação de seu segundo álbum ao vivo, Meu Canto (2016). A turnê Meu Canto foi considerada seu melhor show até a data e teve um total de 49 apresentações. Entre 2018 e 2019, ela se apresentou com a turnê homônima de seu terceiro álbum, Nós, Voz, Eles (2018).

## Lista de turnês
| Ano | Título                      | Duração                           | Número de apresentações |
| --- | --------------------------- | --------------------------------- | ----------------------- |
| 2007 | Turnê Solo                  | Março–Abril de 2007               | 4                       |
| Primeira turnê solo de Sandy, foi realizada entre março e abril de 2007, antes da última turnê realizada pela cantora na dupla Sandy & Junior, a Acústico MTV. Ainda sem ter canções solo e não aderindo a canções da dupla, a série de shows visou homenagear cantores de jazz e bossa nova, ídolos de Sandy. Ela também foi responsável pela direção musical do show. |                             |                                   |                         |
| 2010–2012 | Manuscrito                  | Novembro de 2010–Dezembro de 2012 | 24                      |
| A turnê promoveu o primeiro álbum solo da cantora, Manuscrito (2010). O cenário do show é composto por tapetes, molduras, lustres e uma mesinha de centro. Um dos shows da turnê figurou entre os mais lucrativos do mês de novembro de 2011, quando Sandy apareceu no ranking Boxscore, da revista norte-americana Billboard, que lista os concertos mais rentáveis. O show dessa turnê foi registrado em agosto de 2011 e se tornou o primeiro álbum ao vivo de Sandy, Manuscrito Ao Vivo (2011). |                             |                                   |                         |
| 2011–2012 | Sandy Canta Michael Jackson | Novembro de 2011–Agosto de 2012   | 10                      |
| Parte do Circuito Cultural, série de apresentações patrocinada pelo Banco do Brasil, a turnê foi baseada no repertório do entertainer norte-americano Michael Jackson. Para Marcus Preto, da Folha de S.Paulo, "Sandy encarou com nobreza o repertório de Michael Jackson", enquanto Lauro Lisboa Garcia, d'O Estado de S. Paulo, disse que ela "superou as expectativas". |                             |                                   |                         |
| 2013–2014 | Sim                         | Abril de 2013–Maio de 2014        | 17                      |
| A turnê promoveu o segundo álbum de estúdio da cantora, Sim (2013). No cenário, "tecidos leves e transparentes em um ambiente que remete à primavera com tons de verde, azul, lilás, e prata". Sandy estava grávida de oito meses de seu primeiro filho quando encerrou a turnê, em maio de 2014. |                             |                                   |                         |
| 2015 | Teaser                      | Outubro–Dezembro de 2015          | 8                       |
| A turnê Teaser marca a volta de Sandy aos palcos após sua licença-maternidade e uma temporada como jurada do reality show musical Superstar, da Rede Globo. Os shows dos dias 14 de 15 de novembro, em Niterói, no estado do Rio de Janeiro, deram origem a seu segundo álbum ao vivo, Meu Canto (2016), que gerou sua própria turnê. |                             |                                   |                         |
| 2016–2017 | Meu Canto                   | Maio de 2016–Dezembro de 2017     | 49                      |
| A turnê foi realizada em suporte ao seu segundo álbum ao vivo, Meu Canto (2016). O show da turnê é o mesmo do DVD homônimo, com a mesma produção e cenário; com exceção do figurino e setlist, que a cantora variou entre alguns shows. Para compô-lo, engrenagens, porta, escada, janelas, tapetes, mobílias delicadas e uma "iluminação intimista". O jornalista musical Mauro Ferreira o descreveu como o melhor show solo de Sandy, até a data.                                                 |                             |                                   |                         |
| 2018–2019 | Nós, Voz, Eles              | Agosto de 2018–Fevereiro de 2019  | 21                      |
| A turnê divulga o terceiro álbum de estúdio da cantora, um projeto de colaborações intitulado Nós, Voz, Eles (2018). Sandy quis trazer para o palco um cenário que refletisse seu estúdio de gravação particular, que aparece na websérie homônima, onde é mostrado o processo de concepção das canções do disco. |                             |                                   |                         |